# Уорф, Бенджамин Ли
Бенджамин Ли Уо́рф (англ. Benjamin Lee Whorf, 24 апреля 1897, Уинтроп, Массачусетс — 26 июля 1941, Уэтерсфилд, Коннектикут) — американский лингвист, специалист по языкам американских индейцев и автор так называемой гипотезы «лингвистической относительности», известной также как «гипотеза Сепира — Уорфа».

## Биография
Родился  24 апреля 1897 года в Уинтропе, штат Массачусетс. Его отец был художником. Окончил Массачусетский технологический институт (1918), по образованию химик-технолог. Основной профессиональной деятельностью Уорфа, которой он занимался всю жизнь, было страхование от пожаров. Интерес к лингвистике возник у Уорфа с ранних лет (так, в молодости он изучал древнееврейский язык, чтобы прочесть Библию в подлиннике); во время служебных поездок он познакомился с индейцами хопи и увлёкся их языком (юто-ацтекской семьи), поразившим его радикальным несходством с европейскими языками. Им опубликованы работы по языкам индейцев юто-ацтекской семьи и семьи майя, а также ряд статей более общего характера (рассчитанных на широкую аудиторию), в которых и изложены основные положения теории «лингвистической относительности». Большое влияние на Уорфа оказали лекции Э. Сепира, которые он слушал в 1930-е годах в Йельском университете. Сепир, в свою очередь, оказывал разнообразную поддержку научным исследованиям Уорфа; в частности, по его приглашению Уорф в 1937—1938 годах читал лекции по антропологии в Йельском университете (не оставляя, однако, своей работы в страховой компании, где он в конце жизни получил должность заместителя директора). Основные труды Уорфа собраны в вышедшей посмертно книге «Language, Thought, and Reality» (1956, 2 изд. 1997).
Как дескриптивные, так и теоретические работы Уорфа вызывали значительную критику специалистов; вместе с тем, его парадоксальная гипотеза, постулирующая прямую зависимость категорий мышления от категорий языка (некоторые близкие идеи ранее высказывались Сепиром, хотя и не в таком радикальном виде), оказала крайне стимулирующее воздействие на развитие таких дисциплин, как этнолингвистика, психолингвистика, общая семантика и грамматическая типология. Уорфу принадлежит термин «языки среднеевропейского стандарта» (Standard Average European), широко используемый в настоящее время.
Умер от рака.